# Islande aux Jeux olympiques d'été de 2004
L'Islande participe aux Jeux olympiques d'été de 2004 à Athènes. Il s'agit de sa 17e participation à des Jeux d'été. Durant la compétition, elle ne remporte aucun médaille.

## Liste des médaillés islandais

### Médailles d'or
| Sport              | Discipline | Sportifs | Performance |
| Médailles d'or : 0 |            |          |             |

### Médailles d'argent
| Sport                  | Discipline | Sportifs | Performance |
| Médailles d'argent : 0 |            |          |             |

### Médailles de bronze
| Sport                   | Discipline | Sportifs | Performance |
| Médailles de bronze : 0 |            |          |             |

## Athlètes islandais
La délégation islandaise est composée de 26 athlètes dont 21 hommes et 5 femmes, engagés dans 5 sports